# Rexingen
Rexingen település Franciaországban, Bas-Rhin megyében. Lakosainak száma 202 fő (2022. január 1.). Rexingen Adamswiller, Berg, Bettwiller, Durstel, Mackwiller és Thal-Drulingen községekkel határos.

## Népesség
A település népessége az elmúlt években az alábbi módon változott:
| Lakosok száma | 205  | 205  | 209  | 203  | 202  | 201  | 202  | 201  | 202  |
|               | 2013 | 2015 | 2016 | 2017 | 2018 | 2019 | 2020 | 2021 | 2022 |